# Santa María Xadani
Santa María Xadani è un comune del Messico, situato nello stato di Oaxaca.